# Webster Peaks (Grahamland)
Die Webster Peaks sind eine Gruppe von vier bis zu 1065 m hohen Berggipfeln an der Davis-Küste des Grahamlands auf der Antarktischen Halbinsel. Sie ragen westlich des Whitecloud-Gletschers am Kopfende der Charcot-Bucht auf.
Der Falkland Islands Dependencies Survey (FIDS) kartierte sie im Jahr 1948 und benannte sie nach dem britischen Naturforscher William Henry Bayley Webster (1793–1875), der 1829 mit der HMS Chanticleer von dieser Küste aus Tower Island und die Trinity-Insel erkundete.